# Carex furva
Carex furva é uma espécie de planta com flor pertencente à família Cyperaceae. 
A autoridade científica da espécie é Webb, tendo sido publicada em Otia Hispanica 5. 1839.

## Portugal
Trata-se de uma espécie presente no território português, nomeadamente em Portugal Continental.
Em termos de naturalidade é endémica da Península Ibérica.

## Protecção
Não se encontra protegida por legislação portuguesa ou da Comunidade Europeia.